# Westland Whirlwind (śmigłowiec)
Westland Whirlwind – brytyjska licencyjna odmiana amerykańskiego śmigłowca Sikorsky H-19 Chickasaw. Śmigłowiec był produkowany przez spółkę Westland Aircraft w latach 1953–1966. Zbudowano łącznie 364 egzemplarze.

## Historia
Po pozyskaniu licencji na produkcję i wprowadzeniu do służby lekkich śmigłowców Westland WS-51 Dragonfly, kierownictwo Westland Aircraft wykazywało zainteresowanie produkcją cięższych wiropłatów. Zdecydowano się pozyskać licencję na produkcję w zakładach Westland amerykańskich śmigłowców Sikorsky S-55/H-19 i zmodyfikować projekt. W styczniu 1950 roku spółka pozyskała licencję. Postanowiono zastąpić oryginalną przekładnię wirnika nośnego, nową o większej wytrzymałości. Pozostawiono przy tym ogólny schemat konstrukcyjny kadłuba. W 1951 roku producent pozyskał pojedynczy egzemplarz oryginalnego S-55 o rejestracji G-AMHK. Maszyna miała pełnić funkcje demonstratora technologii dla przyszłego Whirlwinda.  

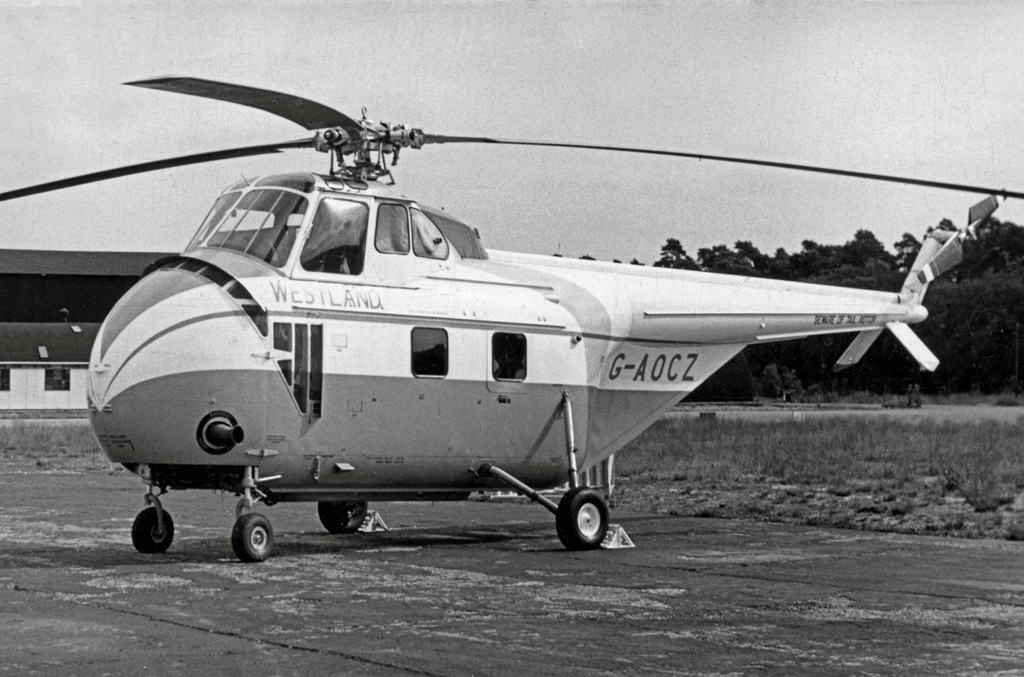
WS-55 serii 1 w 1955 roku

W latach 1951–1952 trwały prace nad zbudowaniem seryjnego śmigłowca. Prototyp oznaczony jako WS-55 serii pierwszej (Series 1) po raz pierwszy wzbił się w powietrze 12 listopada 1952 roku. Były to wyłącznie próby w zawisie, oficjalny oblot miał miejsce 15 sierpnia 1953 roku. Prototyp wciąż był napędzany przez oryginalny silnik gwiazdowy Pratt & Whitney R-1340. 16 grudnia 1953 roku oznaczenie śmigłowca zostało oficjalnie zmienione z WS-55 na Whirlwind. Z uwagi na fakt, że pierwsze Whirlwindy były zbudowane przez firmę Sikorsky i tożsame z Chickasawem, zdecydowano się pozostawić dla nich oznaczenie WS-55. Wersję WS-55 podzielono na trzy serie produkcyjne, z głównym przeznaczeniem na rynek cywilny.  
W 1952 roku do służby w Royal Navy dostarczono wersję HAR.21 (SAR) oraz HAS.22 (ZOP). Były to maszyny zbudowane przez zakłady Sikorsky’iego. W 1954 roku dostarczono pierwsze egzemplarze, zbudowanej od podstaw w zakładach Westland, wersji HAR.1, przeznaczoną do misji ratowniczych. Wersja ta napędzana była przez amerykańskie silniki Pratt & Whitney o mocy 600 KM. W 1956 roku rozpoczęły się dostawy wersji oznaczonej jako HAR.2 dla Royal Air Force. W 1954 roku trwały również próby wersji HAR.3, napędzanej mocniejszym silnikiem Wright R-1300 Cyclone 7.   
Westland dopiero w 1955 roku opracował model HAR.5 napędzany przez brytyjskie silniki Alvis Leonides Major. Rok później podjęto próby opracowania nowego modelu Whirlwinda do zadań zwalczania okrętów podwodnych i zadań na pierwszej linii frontu. Prototyp o numerach XG589 oblatano w październiku 1956 roku. Ostatecznie nowa wersja zyskała oznaczenie HAR.7 i była pierwszym zbudowanym w Wielkiej Brytanii śmigłowcem ZOP. Dotychczas wykorzystywano zbudowane w Stanach Zjednoczonych Whirlwindy HAS.22. Dodatkowo na potrzeby przewozu brytyjskiej rodziny królewskiej i królowej Elżbiety II, w 1959 roku zbudowano wersję do transportu VIP pod oznaczeniem HCC.8. Powstały tylko dwa egzemplarze, napędzane przez silniki Leonides Major 160 o mocy 740 KM. Podwyższono standard kabiny pasażerskiej, jednak ograniczono liczbę miejsc do czterech.   
W tym samym roku wprowadzono dwa nowe modele HC.10 i HAR.10. Znacząco przebudowano przód kadłuba oraz silniki tłokowe zastąpiono turbowałowymi Rolls-Royce Gnome H-1000 o mocy 1050 KM. W 1961 roku zbudowano wariant HAR.9 poprzez przebudowę śmigłowców HAR.7. W modelu HAR.9 również zastosowano silniki Gnome H-1000. Ostatnim modelem był HCC.12 mający zastąpić HCC.8. Zbudowano tylko dwa śmigłowce, oparte konstrukcyjnie na modelu HC.10/HAR.10. Produkcja seryjna śmigłowca trwała w latach 1953–1966. Zbudowano łącznie 364 egzemplarze.

## Służba operacyjna
W 1954 roku do służby w Royal Navy wprowadzono pierwsze egzemplarze HAR.1, zastępujące zbudowane w Stanach Zjednoczonych HAR.21. Pierwszą jednostką wyposażoną w produkowane w Wielkiej Brytanii Whirlwindy, była 848. Eskadra Lotnictwa Morskiego Fleet Air Arm. W kolejnych latach kolejne wersje śmigłowców wchodziły do służby zarówno w Royal Navy, jak i Royal Air Force. RAF wykorzystywał śmigłowce w charakterystycznym, żółtym malowaniu w jednostkach poszukiwawczo-ratowniczych RAF-u (RAF Search and Rescue Force). Pierwszym zagranicznym użytkownikiem Whirlwindów była francuska Marine nationale, która w latach 1954–1956 pozyskała 37 maszyn w wersjach HAR.5 i HAS.7. Drugim znaczącym użytkownikiem była Jugosławia, która pozyskała łącznie 19 śmigłowców w wersjach HAR.5 oraz HAS.7 w latach 1957–1960. Whirlwindy w służbie brytyjskiej były stopniowo zastępowane przez nowsze Westland Wessex oraz Westland Sea King. Śmigłowce wykorzystywano również na rynku cywilnym, przez brytyjskich przewoźników do lat 80. XX wieku. Fleet Air Arm zakończył eksploatację Whirlwindów w 1977 roku, zaś RAF w 1981 roku. 

## Wersje

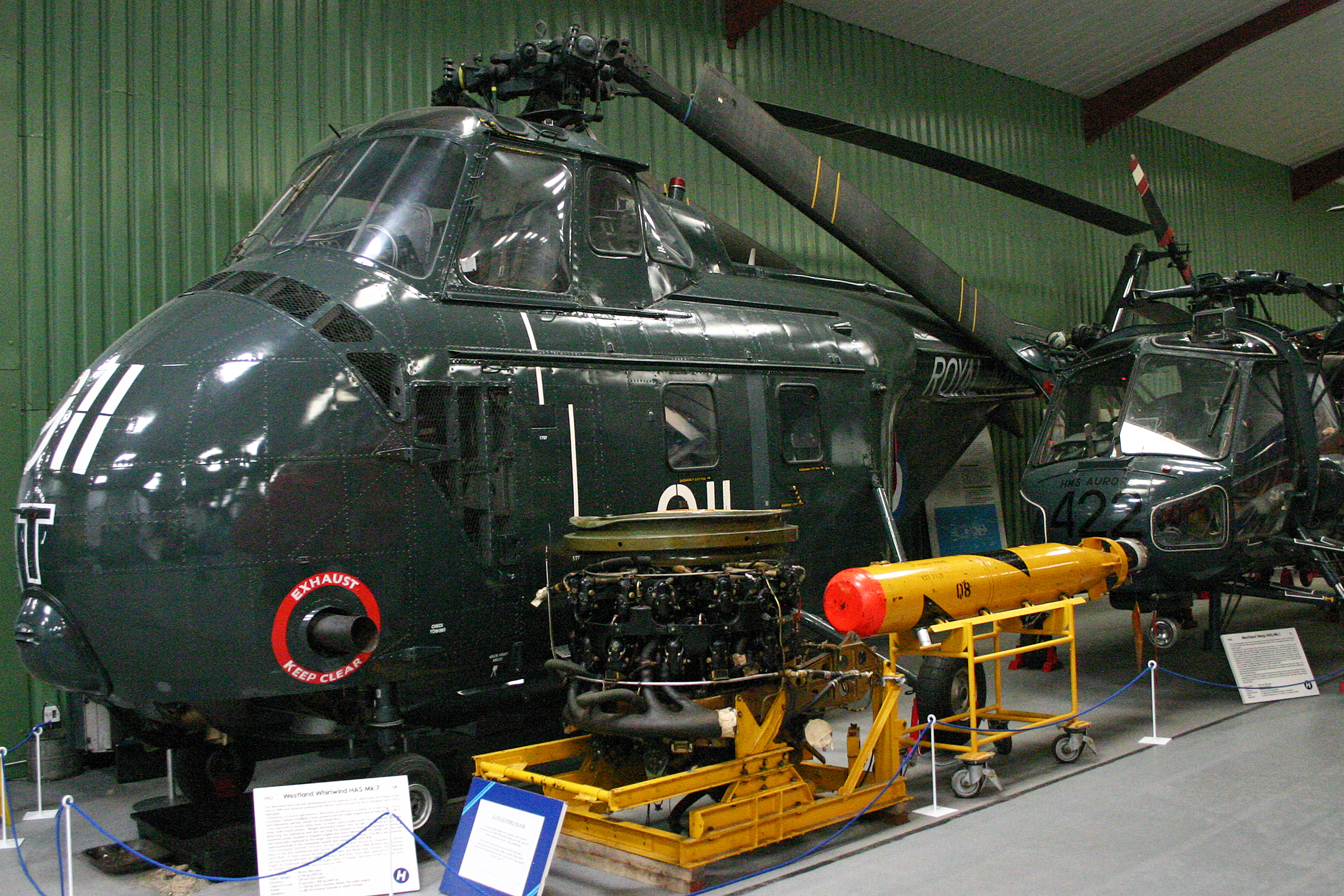
HAS.7 w The Helicopter Museum. Przed śmigłowcem widoczny jest silnik Alvis Leonides Major 755 oraz uzbrojenie ZOP

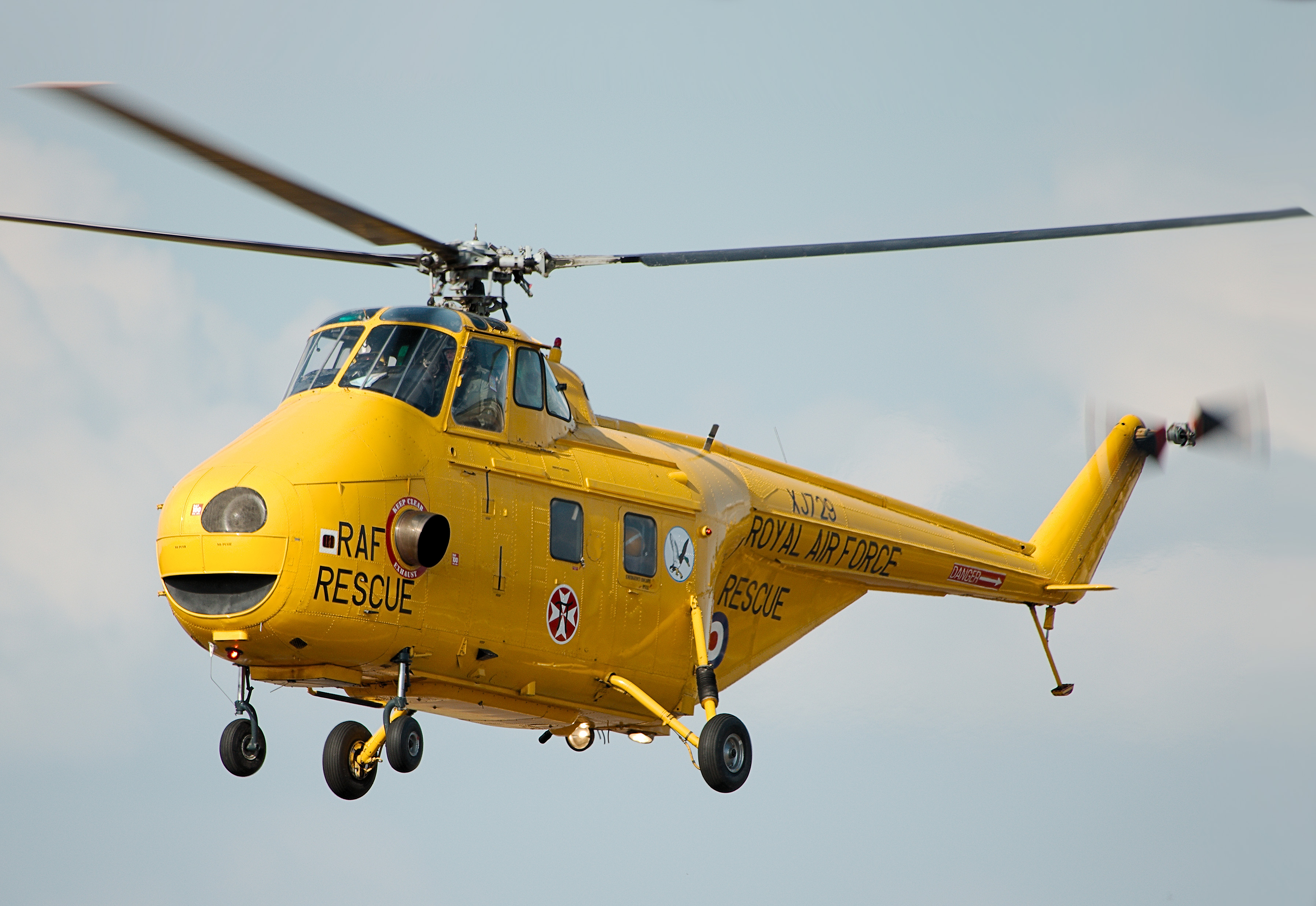
HAR.10 należący do RAF-u. Widoczny zmodyfikowany nos śmigłowca.

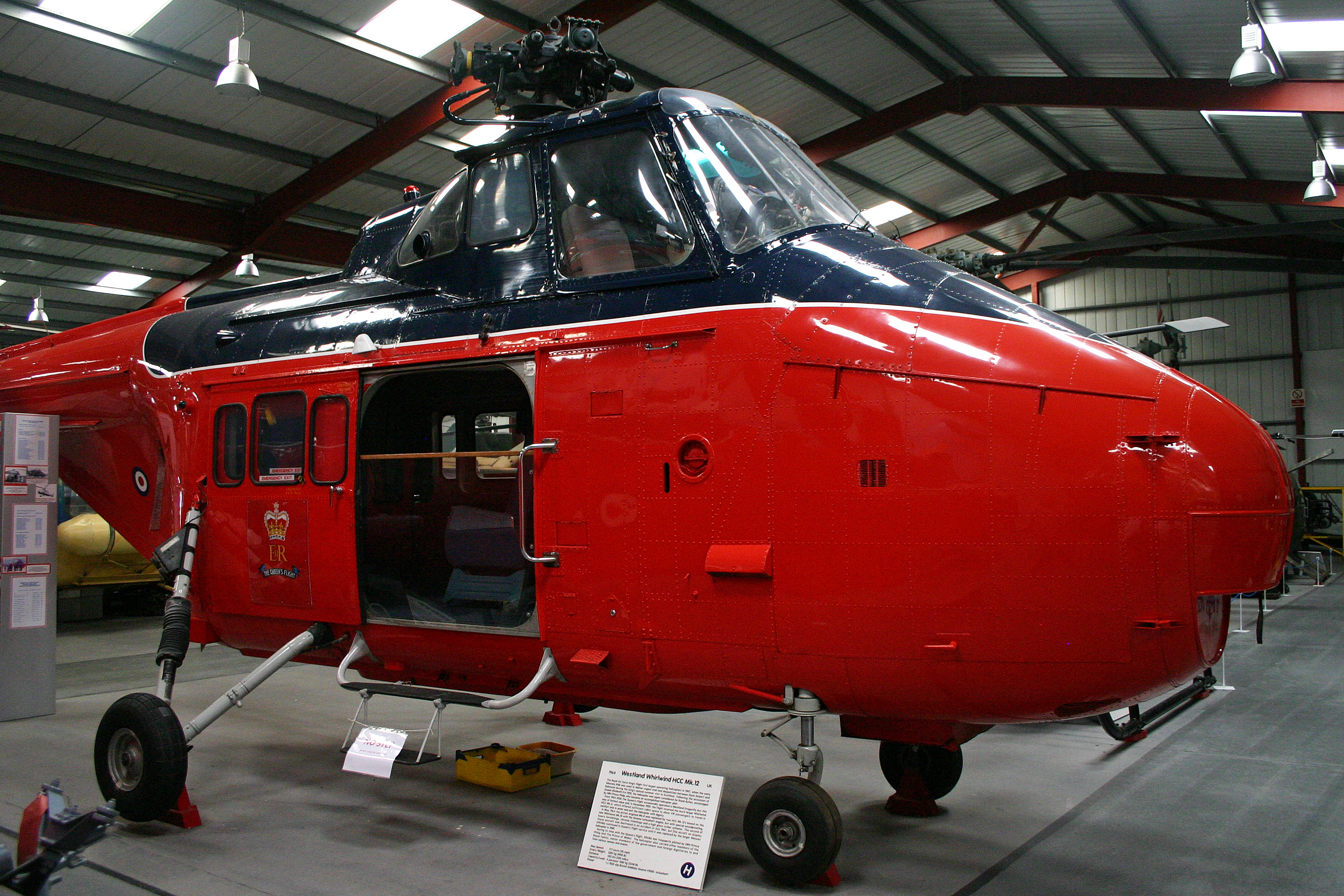
Wersja HCC.12 do przewozu rodziny królewskiej

Wersje produkcyjne śmigłowca Westland Whirlwind:
- WS-55 Series 1 – 44 egzemplarze zbudowane przez zakłady Sikorsky, napędzane przez silniki gwiazdowe Pratt & Whitney R-1340-40 Wasp.
- WS-55 Series 2 – WS-55 Serii 1 z silnikami  Alvis Leonides Major 755. Zbudowano 19 śmigłowców, głównie dla odbiorców cywilnych.
- WS-55 Series 3 – 5 egzemplarzy na rynek cywilny z silnikami turbowałowymi Rolls-Royce Gnome Mk.101.
- HAR.1 – 10 egzemplarzy w wersji SAR dla Royal Navy.
- HAR.2 – 33 egzemplarze w służbie Royal Air Force.
- HAR.3 – 25 maszyn o mocniejszym silniku Wright R-1300-3 Cyclone 7.
- HAR.4 – ulepszona wersja HAR.3. Zbudowano 24 śmigłowce.
- HAR.5 – napędzany mocniejszymi silnikami Alvis Leonides Major 755. Wyprodukowano 3 maszyny.
- HAR.7 – wersja dla Royal Navy z silnikami Alvis Leonides Major 755. Powstało 40 śmigłowców.
- HAS.7 – HAR.7 w wersji śmigłowca ZOP. Powstało 89 maszyn[a].
- HCC.8 – wersja VIP, zbudowano 2 śmigłowce.
- HAR.9 – Przebudowany model HAR.7 z silnikiem turbowałowym Gnome H-1000.
- HC.10/HAR.10 – wersja transportowo-ratownicza dla RAF-u z silnikiem Gnome H-1000.
- HCC.12 – wersja VIP oparta na modelu HC.10/HAR.10. Zbudowano 2 śmigłowce.
- HAR.21 – 10 śmigłowców ratowniczych zbudowanych przez zakłady Sikorsky.
- HAS.22 – 15 śmigłowców ZOP zbudowanych przez zakłady Sikorsky.

## Użytkownicy
- Austria

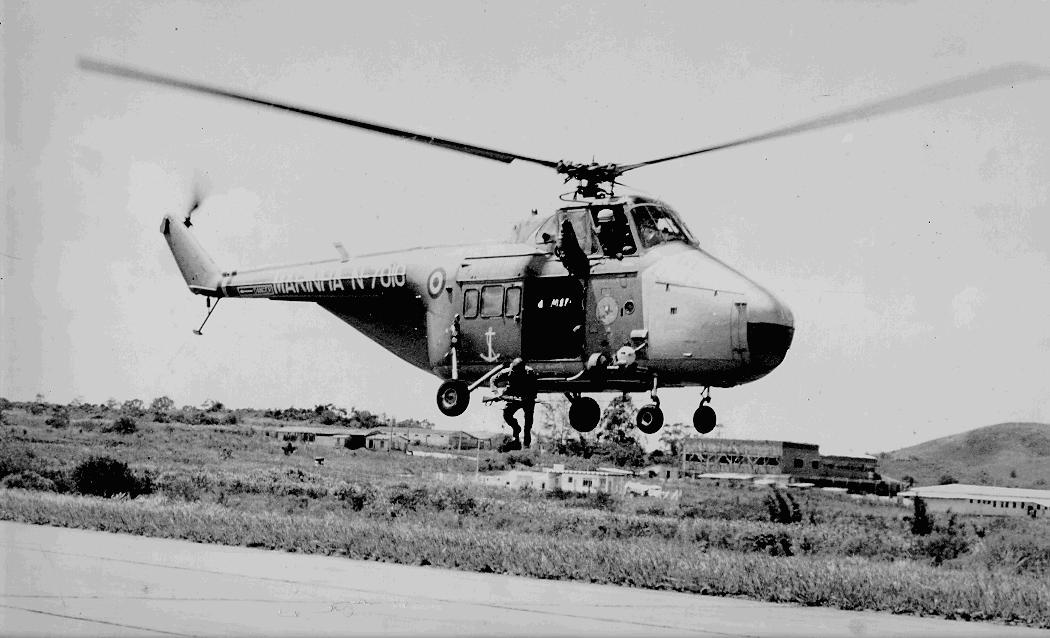
Brazylijski Whirlwind

  - Österreichische Luftstreitkräfte –  dziesięć śmigłowców WS-55 serii 2, używane w latach 1958–1965[20].
- Brazylia
  - Marinha do Brasil – siedem śmigłowców HAS.3 i trzy WS-55, używane w latach 1960–1982[21].
- Brunei[22]
- Francja
  - Marine nationale –  łącznie 37 śmigłowców w wersjach HAR.5 oraz HAS.7[11].
- Ghana
  - Ghańskie siły powietrzne – sześć WS-55[22].
- Iran[22]
- Włochy[22]
- Kuwejt[22]
- Nigeria[22]
- Katar[22]
  - Katarskie siły powietrzne – cztery śmigłowce WS-55, używane w latach 1968–1976[23].
- Wielka Brytania
  - Fleet Air Arm – używane w latach 1953–1977[17].
  - Royal Air Force – używane w latach 1955–1981[18].
- Jugosławia
  - Jugosłowiańskie siły powietrzne – 19 śmigłowców w wersjach HAR.5 oraz HAS.7, używane w latach 1957–1974[12].